# Snitivka, Letîciv
Snitivka (în ucraineană Снітівка) este localitatea de reședință a comunei Snitivka din raionul Letîciv, regiunea Hmelnîțkîi, Ucraina.

## Demografie
Componența lingvistică a localității Snitivka
     Ucraineană (98,58%)
     Rusă (1,42%)
Conform recensământului din 2001, majoritatea populației localității Snitivka era vorbitoare de ucraineană (98,58%), existând în minoritate și vorbitori de rusă (1,42%).